# Автомагістраль А151 (Франція)
Автомагістраль A151 розташована між A150 на півдні та RN 27 на півночі, зокрема з’єднує міста Руан і Дьєп у Приморській Сені.
A151 розгалужується на A150 біля Румара на північний захід від Руана, прямує на північ у напрямку Тота і зупиняється незабаром після перетину A29. Продовжує RN 27 у формі дороги для автомобілів, щоб дістатися до Дьєппа.
У роздумах щодо будівництва гіпотетичної західної об’їзної дороги Руана згадується її південне продовження в напрямку Бург-Ашар, що дозволяє з’єднатися з автострадами A13 і A28. Цей проєкт вимагає перетину Сени в Дюклері.